# 印度共产党（马列）中央重组委员会
印度共产党（马列）中央重组委员会（英語：Central Reorganisation Committee, Communist Party of India (Marxist–Leninist)）是印度的一个已不存在的共产主义政党。

## 历史
该党成立于1979年，起源于原印度共产党（马列）内部支持查鲁·马宗达的一派，在原印共（马列）喀拉拉邦委员会的基础上成立。但是，该党提倡群众路线。1982年，该党召开“一大”。1984年，该党参与创建了革命国际主义运动。1987年，印度共产党（马列）红旗分裂出去。1991年，该党解散，其领导人K. Venu宣布放弃毛主义，还声称组建一个全印度范围的共产党是不可能的。对解散党的决定不满的党员另行组建了喀拉拉共产党和马哈拉施特拉共产党，1997年，两党合并为印度共产党（马列）毛主义统一中心（Maoist Unity Centre, CPI(ML)），后来重命名为印度共产党（马列）纳萨尔巴里。2014年5月1日，该党并入印度共产党（毛主义）。